# Tadeusz Mazowiecki
Tadeusz Mazowiecki (IPA: [taˈdɛ.uʂ mazɔˈvjɛtskʲi] ⓘ; 18 tháng 4 năm 1927 - 28 tháng 10 năm 2013) là một tác giả, nhà báo, nhà từ thiện và chính trị gia dân chủ - Cơ đốc giáo người Ba Lan, trước đây là một trong những nhà lãnh đạo của phong trào Đoàn kết, và là thủ tướng Ba Lan không thuộc phe cộng sản đầu tiên kể từ năm 1946.

## Tiểu sử

### Những năm đầu đời
Tadeusz Mazowiecki sinh ra ở Płock, Ba Lan vào ngày 18 tháng 4 năm 1927 trong một gia đình quý tộc Ba Lan sử dụng gia huy Dołęga. Cả cha và mẹ ông đều làm việc tại Bệnh viện Holy Trinity địa phương: cha ông là bác sĩ ở đó còn mẹ ông điều hành một tổ chức từ thiện cho người nghèo. Việc học hành của ông bị gián đoạn do Chiến tranh thế giới thứ hai bùng nổ. Trong thời gian chiến tranh, ông đã chạy việc tại bệnh viện mà cha mẹ mình làm việc. Sau khi quân Đức bị trục xuất khỏi Płock, Tadeusz Mazowiecki tiếp tục việc học của mình và vào năm 1946, ông tốt nghiệp trường Nguyên soái Stanisław Małachowski, trường trung học phổ thông lâu đời nhất ở Ba Lan và là một trong những ngôi trường hoạt động liên tục lâu đời nhất ở châu Âu. Sau đó, ông chuyển đến Łódź và sau đó đến Warszawa, nơi ông nhập học Khoa Luật Đại học Warzawa. Tuy nhiên, ông chưa bao giờ tốt nghiệp đại học mà thay vào đó lại cống hiến hết mình cho các hoạt động trong các hiệp hội, tạp chí và nhà xuất bản Công giáo khác nhau.

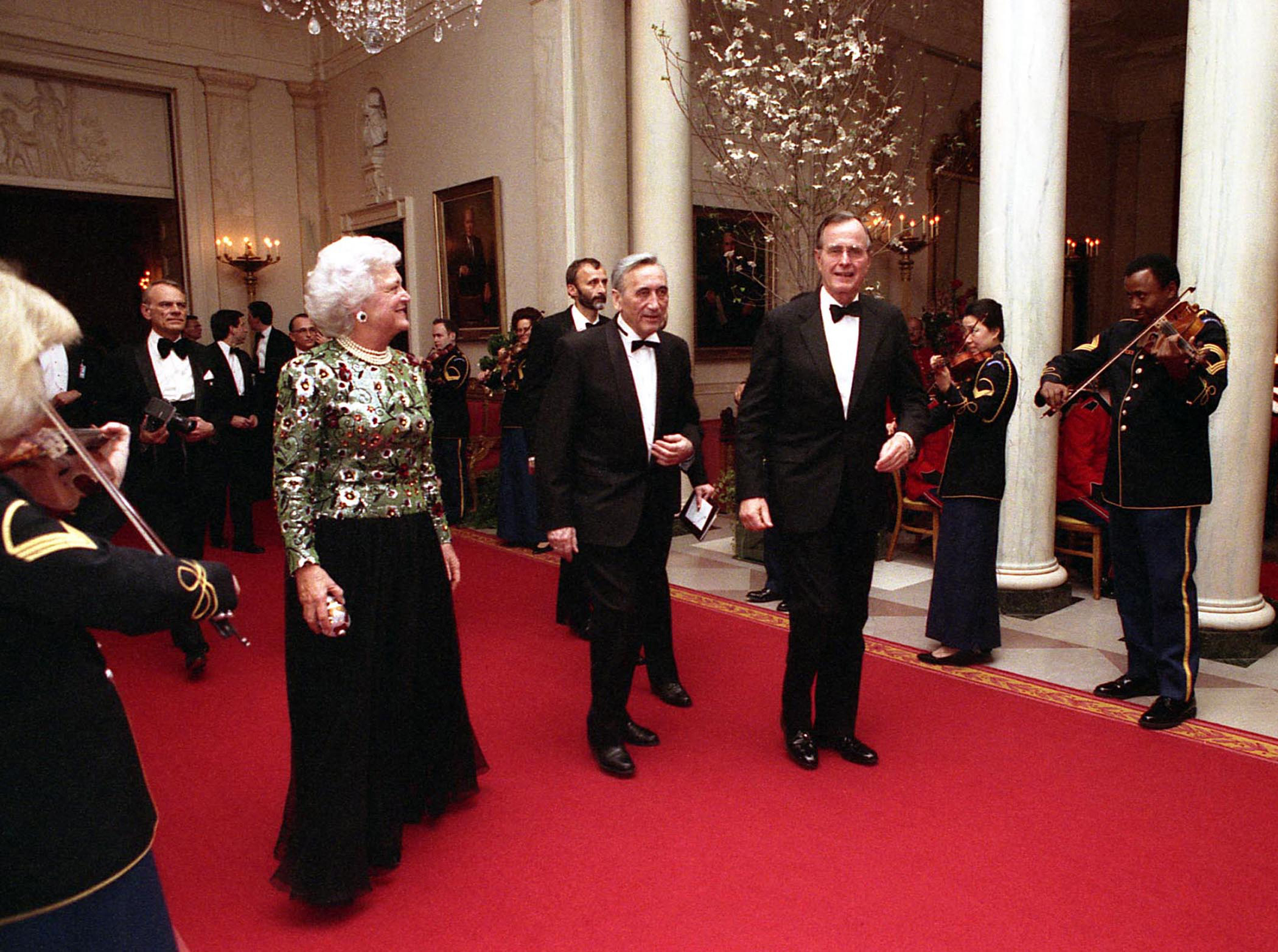
Thủ tướng Tadeusz Mazowiecki với Tổng thống Hoa Kỳ George HW Bush tại Nhà Trắng, 1990

### Thủ tướng
Vào ngày 13 tháng 9 năm 1989, trong bài phát biểu trước quốc hội giới thiệu nội các và chương trình chính phủ mới của mình để quốc hội thông qua, Mazowiecki đã bị chóng mặt dẫn đến một khoảng thời gian nghỉ giải lao kéo dài một tiếng. Tuy nhiên, chính phủ đã được chấp thuận sau một cuộc bỏ phiếu với tỉ lệ 402–0, với 13 phiếu trắng. Chính phủ của Mazowiecki đã thực hiện nhiều cải cách cơ bản trong một thời gian ngắn. Hệ thống chính trị được thay đổi triệt để; một loạt các quyền tự do dân sự cũng như hệ thống đa đảng được đưa ra và quốc huy và tên của đất nước đã được thay đổi (từ Cộng hòa Nhân dân Ba Lan thành Cộng hòa Ba Lan). Vào ngày 29 tháng 12 năm 1989, những thay đổi cơ bản trong Hiến pháp Ba Lan đã được thực hiện, theo đó, phần mở đầu bị xóa bỏ, các chương liên quan đến chế độ chính trị và kinh tế của chính phủ được thay đổi, các chương liên quan đến công đoàn được viết lại, và đưa ra khái niệm thống nhất về sở hữu.
Mazowiecki đã sử dụng sự nổi tiếng và tín nhiệm to lớn của phong trào Đoàn kết để chuyển đổi nền kinh tế Ba Lan bằng một loạt các cải cách kinh tế và chính trị sâu sắc. Phổ biến hơn với tên gọi Kế hoạch Balcerowicz được đặt theo tên Bộ trưởng Tài chính của Mazowiecki, Leszek Balcerowicz, những cải cách này đã giúp chuyển đổi nền kinh tế Ba Lan từ nền kinh tế kế hoạch hóa tập trung sang nền kinh tế thị trường. Các cải cách đã chuẩn bị nền tảng cơ sở cho các biện pháp ngăn chặn siêu lạm phát, áp dụng cơ chế thị trường tự do, và tư nhân hóa các công ty nhà nước, nhà và đất. Kế hoạch này dẫn đến giảm lạm phát và thâm hụt ngân sách, trong khi đó lại làm tăng tỷ lệ thất nghiệp và làm xấu đi tình hình tài chính của những người nghèo nhất trong xã hội. Năm 1989, trong bài phát biểu đầu tiên tại quốc hội ở Hạ Viện, Mazowiecki đã nói về một "đường kẻ dày" (gruba linia): "Chúng tôi vạch ra một đường kẻ dày về những gì đã xảy ra trong quá khứ. Từ bây giờ, chúng tôi sẽ chỉ trả lời cho những gì chúng tôi đã làm để giúp Ba Lan để giải cứu đất nước thoát khỏi cuộc khủng hoảng này". Ban đầu, như Mazowiecki giải thích, điều đó có nghĩa là chính phủ của ông không phải chịu trách nhiệm đối với những thiệt hại gây ra cho nền kinh tế quốc gia của các chính phủ trước đây.
Năm 1991, Mazowiecki được bổ nhiệm làm Báo cáo viên Đặc biệt của Liên hợp quốc về Tình hình Nhân quyền ở Lãnh thổ Nam Tư cũ. Năm 1993, ông đưa ra một báo cáo về vi phạm nhân quyền ở Nam Tư cũ nhưng hai năm sau, Mazowiecki từ chức để phản đối điều mà ông coi là phản ứng không đầy đủ của cộng đồng quốc tế đối với những hành động tàn bạo trong chiến tranh Bosnia, đặc biệt là vụ Thảm sát Srebrenica do quân đội Serb thực hiện vào năm đó.

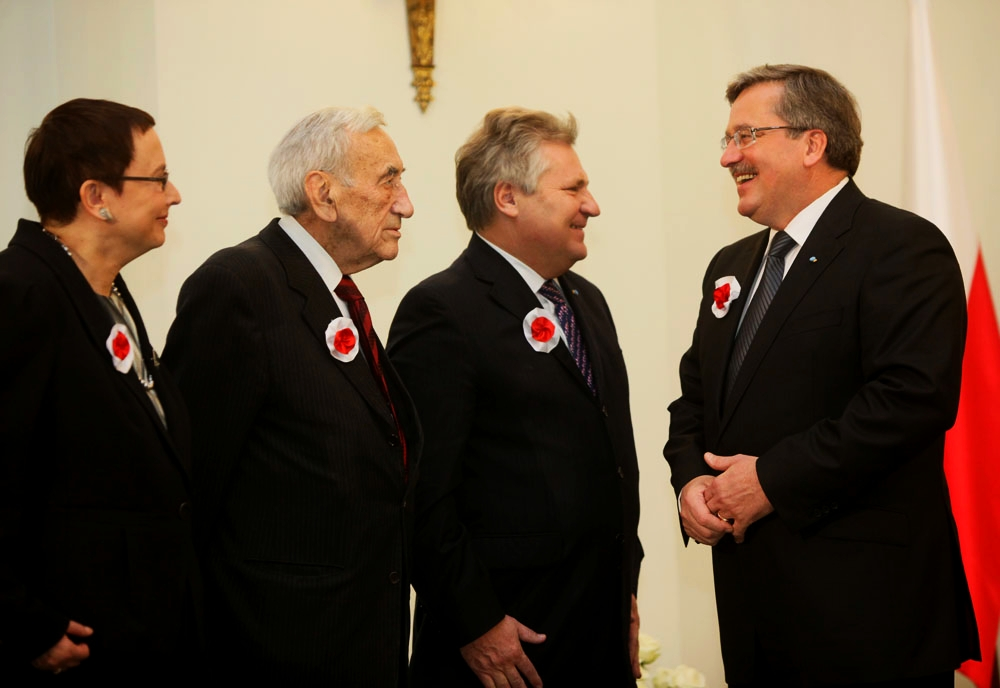
T. Mazowiecki với Tổng thống Bronisław Komorowski, cựu Tổng thống Aleksander Kwaśniewski và Bộ trưởng Bộ Giáo dục Katarzyna Hall

Một cuộc xung đột với Lech Wałęsa đã dẫn đến sự tan rã của Câu lạc bộ Nghị viện Công dân đại diện cho phong trào Đoàn kết. Câu lạc bộ Nghị viện Công dân bị tách ra thành Hiệp định Trung tâm ủng hộ Wałęsa, và ROAD đứng về phía Mazowiecki. Xung đột đó khiến cả hai chính trị gia phải cạnh tranh trong cuộc bầu cử tổng thống vào cuối năm 1990. Mazowiecki, người trong thời kỳ Đoàn kết là cố vấn cho Lech Wałęsa và ủy ban đình công tại xưởng đóng tàu của Gdańsk, đã cạnh tranh với Wałęsa trong cuộc bầu cử và thua. Ông thậm chí còn không vào tới vòng thứ hai (ông đã nhận được sự ủng hộ của 18,08% người dân - 2.973.364 phiếu bầu) và bị đánh bại bởi Stanisław Tymiński, một ứng cử viên độc lập đến từ Canada.

### Những năm sau
Năm 1991, Mazowiecki trở thành chủ tịch của Liên minh Dân chủ (sau này đổi tên là Liên minh Tự do), và từ năm 1995 ông là chủ tịch danh dự của nó. Cùng với Jan Maria Rokita, Aleksander Hall và Hanna Suchocka, ông đại diện cho phe Dân chủ Cơ đốc của đảng. Từ năm 1989 đến 2001, Mazowiecki là đại biểu Quốc hội Ba Lan (đầu tiên là đại biểu của Poznań, sau đó là Kraków).
Mazowiecki từng là thành viên quốc hội trong nhiệm kỳ thứ nhất, thứ hai và thứ ba (thành viên của Liên minh Dân chủ), sau này là Liên minh Tự do. Tại kỳ họp Quốc hội năm 1997, ông đã đưa ra lời mở đầu thỏa hiệp của Hiến pháp Ba Lan (trước đó được viết bởi những người sáng lập tuần báo Tygodnik Powszechny) và đã được Quốc hội thông qua. Vào tháng 11 năm 2002, ông rời Liên minh Tự do nhằm phản đối việc bỏ rơi Quốc tế Dân chủ Cơ Đốc Giáo, cũng như việc đảng ông liên minh về mặt địa phương và bầu cử với Liên minh Cánh tả Dân chủ và Đảng Tự vệ tại tỉnh Warmińsko-Mazurskie.

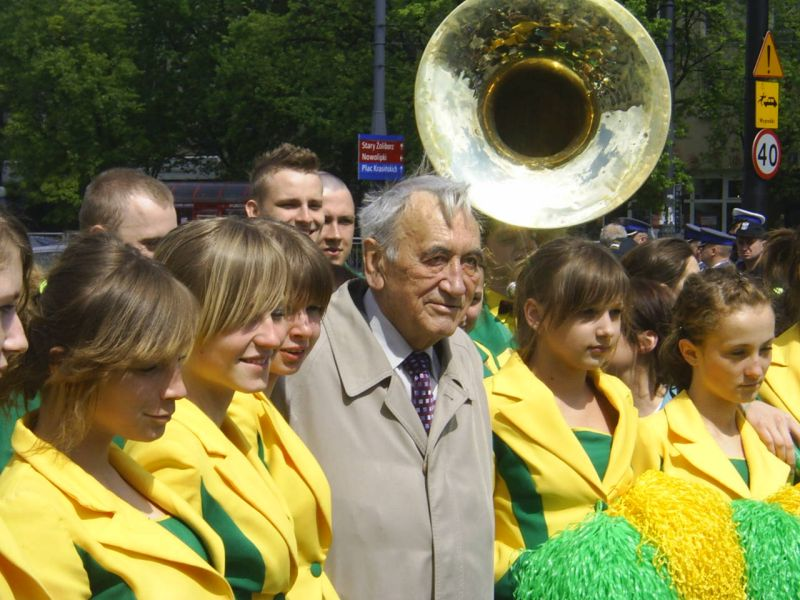
Mazowiecki năm 2007

Năm 2003, ông được bầu vào hội đồng quản trị của Quỹ Tín thác cho Nạn nhân của Tòa án Hình sự Quốc tế. Mazowiecki từng là thành viên của Câu lạc bộ Madrid. Ông là người ủng hộ một châu Âu thống nhất hơn.
Năm 2005, ông trở thành một trong những người sáng lập Đảng Dân chủ - demokraci.pl - được thành lập thông qua việc mở rộng Liên minh Tự do cũ bởi các thành viên mới, đặc biệt là những người trẻ tuổi và một số chính trị gia cánh tả. Ông là người dẫn đầu danh sách nghị sĩ trong cuộc bầu cử quốc hội ở khu vực bầu cử Warszawa năm 2005 với 30.143 phiếu bầu. Số phiếu bầu cao nhất mà ông đạt được là ở quận Żoliborz và thấp nhất ở Rembertów. Cho đến năm 2006, ông là lãnh đạo của Hội đồng Chính trị của đảng này.

### Qua đời
Mazowiecki qua đời tại Warszawa vào ngày 28 tháng 10 năm 2013 sau khi được đưa đến bệnh viện tuần trước đó do bị sốt. Bộ trưởng Ngoại giao Radosław Sikorski tuyên bố rằng ông là "một trong những vị cha đẻ của nền tự do và độc lập của Ba Lan".

## Giải thưởng
Mazowiecki đã nhận được nhiều giải thưởng bao gồm bằng danh dự của các trường đại học: Leuven, Genoa, Giessen, Poitiers, Exeter, Warszawa và Đại học Kinh tế Katowice. Ông cũng nhận được Huân chương Đại bàng trắng (1995), Huân chương Bosnia vàng (1996), Bắc Đẩu Bội tinh (1997), giải thưởng Srebrnica (2005), giải thưởng Người khổng lồ (1995) do Gazeta Wyborcza trao tặng tại Poznań và Giải thưởng Jan Nowak-Jezioranski (2004).